# 와룡고등학교
와룡고등학교(臥龍高等學校)는 대한민국 대구광역시 달서구 이곡동에 있는 공립 고등학교이다.

## 학교 연혁
- 1997년 11월 6일 : 대구광역시 교육위원회 와룡고등학교 설립안 의결
- 2000년 3월 1일 : 와룡고등학교 개교, 초대 한길호 교장 취임
- 2000년 3월 3일 : 제1회 신입생 421명 입학
- 2003년 2월 12일 : 제1회 졸업식 거행 (졸업생 407명 남 207명, 여 200명)
- 2004년 10월 26일 : 교기 스쿼시부 창단
- 2010년 2월 8일 : 체육관 신축 및 급식소 이전
- 2013년 3월 1일 : 특수학급 신설
- 2020년 9월 1일 : 제8대 이상훈 교장 취임
- 2022년 1월 6일 : 제20회 졸업식 거행(졸업생 211명, 졸업생 누계 7,800명)
- 2022년 3월 2일 : 제23회 입학(입학생 166명)

## 참고 자료
- 와룡고등학교 - 한국교육학술정보원 학교알리미